# Thysanopyga apicitruncaria
Thysanopyga apicitruncaria là một loài bướm đêm trong họ Geometridae.